# Room for Improvement
Room for Improvement ist das erste offizielle Mixtape des kanadischen Rappers Drake. Es wurde am 14. Februar 2006 veröffentlicht und hat 6000 Kopien verkauft.

## Hintergrund
In einem Interview mit thabiz.com im Februar 2006 sprach Drake über das Mixtape. „Es ist eine Mix-CD, welche ich in Zusammenarbeit mit DJ Smallz aufgenommen habe. Er macht Mix-CDs mit vielen Musikern. Er, Lil Wayne, Young Jeezy und eine Menge anderer Leute leiteten es für mich. Es heißt "Room for Improvement". Auf dem Mixtape sind 17 originale Songs und ein paar Remixlieder. Insgesamt sind es 22 Lieder. Gastmusiker sind z. B. Trey Songz, Lupe Fiasco und Nickelus F, ein unglaublicher Künstler aus Virginia, mit dem ich sehr eng befreundet bin und mit dem ich sehr viel zusammengearbeitet habe. Ebenfalls ist Voyce, ein Sänger aus Toronto auf dem Mixtape. Ich habe aber keine Gastkünstler, welche auch Hauptproduzenten von der CD sind. Die meisten Lieder produzierten AmiR und Boi-1da.“
Das Mixtape wurde 2009 mit nur 11 ausgewählten Songs wiederveröffentlicht. Es enthält ein Remix von dem Lied Do What You Do.

## Titelliste
| #  | Titel                     | Feature(s)           | Länge |
| -- | ------------------------- | -------------------- | ----- |
| 1  | Intro                     |                      | 0:52  |
| 2  | Pianist Hands (Interlude) |                      | 1:11  |
| 3  | Special                   | Voyce                | 4:52  |
| 4  | Do What You Do            |                      | 3:48  |
| 5  | Money (Remix)             | Nickelus F.          | 2:25  |
| 6  | AM 2 PM                   | Nickelus F.          | 3:28  |
| 7  | City Is Mine              |                      | 3:53  |
| 8  | Drake’s Voice Mail Box #1 |                      | 1:12  |
| 9  | Bad Meaning Good          | Slakah the Beatchild | 2:32  |
| 10 | Thrill Is Gone            |                      | 3:02  |
| 11 | Make Things Right         | Slakah the Beatchild | 2:41  |
| 12 | Video Girl                |                      | 3:46  |
| 13 | Drake’s Voice Mail Box #2 |                      | 0:16  |
| 14 | Come Winter               |                      | 5:28  |
| 15 | Extra Special             |                      | 2:58  |
| 16 | About the Game (Remix)    | Trey Songz           | 4:12  |
| 17 | All This Love             | Voyce                | 3:20  |
| 18 | Drake’s Voice Mail Box #3 |                      | 1:12  |
| 19 | A Scorpio’s Mind          | Nickelus F.          | 3:52  |
| 20 | S.T.R.E.S.S.              | Nickelus F.          | 3:43  |
| 21 | Try Harder                |                      | 2:22  |
| 22 | Kick, Push (Remix)        | Lupe Fiasco          | 4:44  |
| 23 | U.P.A. (Outro)            |                      | 2:14  |